# Calínico II de Constantinopla
Calínico II de Constantinopla (em grego: Καλλίνικος Β΄; 1630 – 8 de agosto de 1702) foi patriarca ecumênico de Constantinopla três vezes, em 1688, entre 1689 e 1693 e finalmente entre 1694 e 1702.

## História
Calínico era natural de Kastania, em Agrafa, e foi aluno de Eugênio Aitolos. Serviu como bispo metropolitano de Prousa e foi eleito patriarca em 3 de março de 1688, mas permaneceu apenas alguns meses no trono. O metropolitano de Adrianópolis, Neófito, conseguiu depô-lo em 27 de novembro de 1688 para assumir com o nome de Neófito IV.
Em março ou abril do ano seguinte, Calínico foi re-eleito e permaneceu no trono até 1693, quando novamente acabou destronado pelo monarca da Valáquia Constantino Brancoveanu, que impôs no trono o seu protegido, o antigo patriarca Dionísio IV. Contudo ele foi re-eleito novamente em 1694 e permaneceu no trono até a morte, em 8 de agosto de 1702, quando foi sucedido por Gabriel III. Calínico foi sepultado no Mosteiro de Kamariotissa, em Halki (Heybeliada).
Calínico foi um patriarca muito ativo. Em 1691, ele organizou a escola patriarcal, revelando seu interesse em educação e também a sua atitude fortemente anti-latina. 